# L'Enfance attribuée
L'Enfance attribuée (titre original : We Were Out of Our Minds with Joy) est un roman court de science-fiction de David Marusek paru en 1995 puis traduit en français et publié aux éditions Le Bélial' en 1999. La traduction française a été rééditée en 2019 par les éditions Le Bélial' dans leur collection Une heure-lumière (no 21).
Ce roman court a été étendu par l'auteur sous la forme d'un roman intitulé Un paradis d'enfer (Counting Heads) paru en 2005. L'Enfance attribuée, dans une version légèrement remaniée, constitue la première de ces trois parties.

## Résumé
Sam Harger est un designer graphique à succès. Grâce à plusieurs cures de jouvence, il paraît toujours jeune. Après plus de cinq cents relations, il rencontre Eleanor Starke, une toute jeune femme d'environ deux cents ans, qui va devenir son épouse après plusieurs années de concubinage. Au début de l'année 2092, Sam et Eleanor reçoivent l'autorisation rarissime de reproduire leurs gênes dans un nourrisson déjà né et conservé en état de stase. C'est à ce moment-là que Sam va se retrouver pris par erreur dans les mailles du filet du système policier et judiciaire qui, sous couvert de proposer plus de sécurité, sacrifie les libertés individuelles.